# Stanisław Owsianka
Stanisław Owsianka (ur. 21 kwietnia 1901 w Łodzi, zm. 3 lutego 1976 w Londynie) – podpułkownik obserwator Polskich Sił Powietrznych w Wielkiej Brytanii, działacz emigracyjny.

## Życiorys
Urodził się 21 kwietnia 1901 w Łodzi jako syn Adama i Marianny. 15 sierpnia 1925 ukończył kształcenie w Oficerskiej Szkole dla Podoficerów w Bydgoszczy. Został awansowany do stopnia podporucznika piechoty. Był oficerem 10 Pułku Piechoty w Łowiczu. Od 12 kwietnia 1926 rozpoczął siedmiomiesięczny aplikacyjny kurs pilotażu w 11 pułku myśliwskim w Lidzie, a od 10 listopada 1926 po własnej prośbie przeniesiony na dziewięciomiesięczny kurs obserwatorów w Oficerskiej Szkole Lotniczej w Grudziądzu, który ukończył w lipcu 1927 uzyskując tytuł i odznakę obserwatora nr 405. Został przeniesiony do korpusu oficerów lotnictwa i awansowany do stopnia porucznika w korpusie oficerów aeronautyki ze starszeństwem z 15 lipca 1927. Został przydzielony do 2 pułku lotniczego w Krakowie. Jako oficer tej jednostki w 1928, 1932 służył w kadrze Lotniczej Szkoły Strzelania i Bombardowania w Grudziądzu. 27 czerwca 1935 został mianowany na stopień kapitana ze starszeństwem z 1 stycznia 1935 i 49. lokatą w korpusie oficerów aeronautyki (w 1939, w tym samym stopniu i starszeństwie, zajmował 18. lokatę w korpusie oficerów lotnictwa, grupa techniczna). W marcu 1939 pełnił służbę w Dowództwie Lotnictwa Ministerstwa Spraw Wojskowych na stanowisku kierownika referatu uzbrojenia Kontroli Technicznej.
Podczas II wojny światowej został oficerem Polskich Sił Zbrojnych na Zachodzie. Służył jako oficer techniczny w Sztabie Polskich Sił Powietrznych, później w 304 dywizjonie bombowym w stopniu majora obserwatora (ang. S/Ldr).
Po zakończeniu wojny żył na emigracji w Wielkiej Brytanii w Londynie. W 1959 został awansowany na podpułkownika w korpusie oficerów lotnictwa (PSP). 22 czerwca 1959, 22 czerwca 1962 był powoływany przez Prezydenta RP na Uchodźstwie Augusta Zaleskiego na członka Głównej Komisji Skarbu Narodowego Rzeczypospolitej Polskiej. Był członkiem Rady Rzeczypospolitej Polskiej I kadencji (wybrany 19 czerwca 1955, do 17 grudnia 1957), II kadencji (od 29 marca 1958 do 28 marca 1963), III kadencji (od 9 września 1963 do 20 lipca 1968, z ramienia Niezależnego Ruchu Społecznego). W latach 60. był zastępcą członka Kapituły Orderu Odrodzenia Polski na uchodźstwie. Zawodowo był zatrudniony jako radiomechanik. Zmarł 3 lutego 1976 w Londynie. Został pochowany na Cmentarzu South Ealing w Londynie.

## Ordery i odznaczenia
- Krzyż Kawalerski Orderu Odrodzenia Polski (3 maja 1958, za pracę społeczną)[13]
- Krzyż Walecznych[2]
- Srebrny Krzyż Zasługi[8]